# Granat-1
Granat-1 (ros. Гранат-1) – rosyjski dron rozpoznawczy krótkiego zasięgu użytkowany przez Siły Zbrojne Federacji Rosyjskiej.

## Opis
Dron jest przeznaczony do prowadzenia rozpoznania na dystansie do 10 km i pozwala na przekazywanie współrzędnych celów dla artylerii. Może przenosić kamerę cyfrową i moduł wideo z kolorową kamerą. Posiada możliwość wykonywania zdjęć i nagrywania filmów w zakresie pasma widzialnego i podczerwieni. Dane są przekazywane operatorowi w czasie rzeczywistym za pomocą cyfrowego łącza radiowego. UAV wchodzi w skład rosyjskiego systemu wsparcia artyleryjskiego Nawodczik-2 (ros. Наводчик-2). Dron został zaprezentowany publicznie 19 czerwca 2015 r. na międzynarodowym forum wojskowo-technicznym ARMY-2015 w Kubince. W 2016 r. drony Granat zostały wprowadzone na wyposażenie jednostek Zachodniego Okręgu Wojskowego sił zbrojnych Rosji, gdzie zastąpiły wcześniej wykorzystywane drony Grusza.
Dron jest zbudowany w układzie latającego skrzydła z silnikiem elektrycznym napędzającym śmigło ciągnące. Start następuje z ręki operatora lub z wykorzystaniem katapulty, lądowanie z wykorzystaniem spadochronu. Dron może operować w zakresie temperatur od -30°С do +40°C. Żywotność baterii przy temperaturze otoczenia od -30°С do +5°С wynosi 55 min, od +5°С do +40°С 75 min. Dron może wykonywać loty przy wietrze, którego prędkość dochodzi do 10 m/s.

## Użycie bojowe
W 2015 r. siły rosyjskie wprowadziły do użytku drony Granat-1 w Donbasie w rejonie Debalcewa. W tym rejonie jeden z tych dronów został zestrzelony 2 kwietnia 2017 r. Kolejne zestrzelenie przez Siły Zbrojne Ukrainy nastąpiło 29 listopada 2020 r.